# Mini-Futbol'nyj Klub Sinara
Il Mini-futbol'nyj klub Sinara (in russo Мини-футбольный клуб Синара?) è una squadra russa di calcio a 5 con sede a Ekaterinburg.

## Storia
Fondata nel 1992 come VIZ, dal nome dell'omonima azienda siderurgica VIZ-Stal', nel 2001 ha aggiustato la propria denominazione in VIZ-Sinara per riflettere il sostegno della società di investimento Sinara. Dal settembre del 2010 la denominazione è solamente Sinara. Grazie alla vittoria della Dinamo Mosca nell'edizione precedente, nella stagione 2007-08 il VIZ-Sinara debutta nella Coppa UEFA in qualità di detentore della Coppa di Russia. La squadra degli Urali centra immediatamente la qualificazione alla fase finale ai danni dei romeni del CIP Deva e degli ucraini dell'Enerhija Leopoli. Nella finale di Mosca, il VIZ-Sinara conquista il suo primo trofeo internazionale superando gli spagnoli del ElPozo Murcia per 7-6 dopo i calci di rigore, diventando la prima squadra a vincere la competizione senza aver mai conquistato il proprio campionato nazionale.Nell'edizione successiva la squadra raggiunge di nuovo la finale continentale ma è sconfitta dall'InterMovistar Alcalá. Si consola a distanza di un mese conquistando il suo primo titolo nazionale che interrompe l'egemonia della MFK Dinamo Moskva che durava da 6 anni. Nella successiva stagione, dove la Superliga russa sperimenta le gare da 50', il VIZ-Sinara bissa il titolo concludendo la stagione regolare con tre punti di vantaggio sul MFK Tyumen.

## Rosa 2008-2009
| N. |                   | Ruolo | Calciatore         |
| -- | ----------------- | ----- | ------------------ |
| 1  | Russia (bandiera) | P     | Alexander Krieger  |
| 3  | Russia (bandiera) | D     | Alexey Mokhov      |
| 4  | Russia (bandiera) | D     | Aleksandr Rakhimov |
| 5  | Russia (bandiera) | D     | Andrej Afanas'ev   |
| 6  | Russia (bandiera) | D     | Igor Zayko         |
| 9  | Russia (bandiera) | D     | Andrey Shabanov    |
| 10 | Russia (bandiera) | U     | Damir Hamadeh      |
| 11 | Russia (bandiera) | A     | Dmitrij Prudnikov  |
| 13 | Russia (bandiera) | A     | Nikolaj Shisterov  |

| N. |                   | Ruolo | Calciatore               |
| -- | ----------------- | ----- | ------------------------ |
| 14 | Russia (bandiera) | A     | Aleksander Katane        |
| 15 | Russia (bandiera) | D     | Alexander Gromilin       |
| 16 | Russia (bandiera) | P     | Sergej Zuev              |
| 17 | Russia (bandiera) | A     | Pavel Čistopolov         |
| 18 | Russia (bandiera) | A     | Konstantin Timoshchenkov |
| 19 | Russia (bandiera) | A     | Konstantin Agapov        |
| 23 | Russia (bandiera) | A     | Aleksander Metelkin      |
| 27 | Russia (bandiera) | P     | Gennadij Garagulja       |

## Palmarès
- Superliga: 3

2008-09, 2009-10, 2020-21
- Coppa di Russia: 3

2006-07, 2021-22, 2022-23
- Coppa UEFA: 1

2007-08